# 23 Batalion Celny

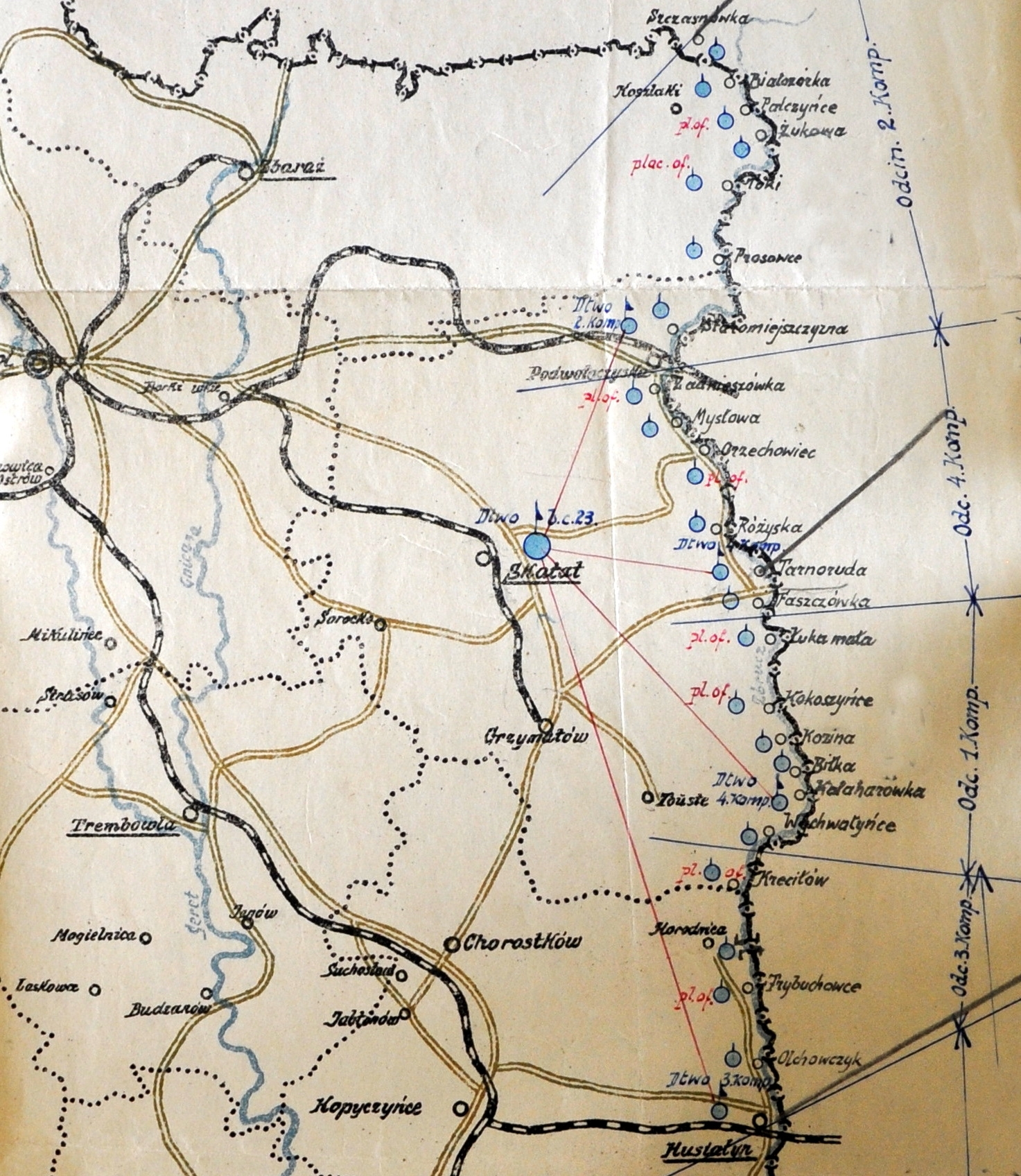
Rozmieszczenie 23 batalionu celnego

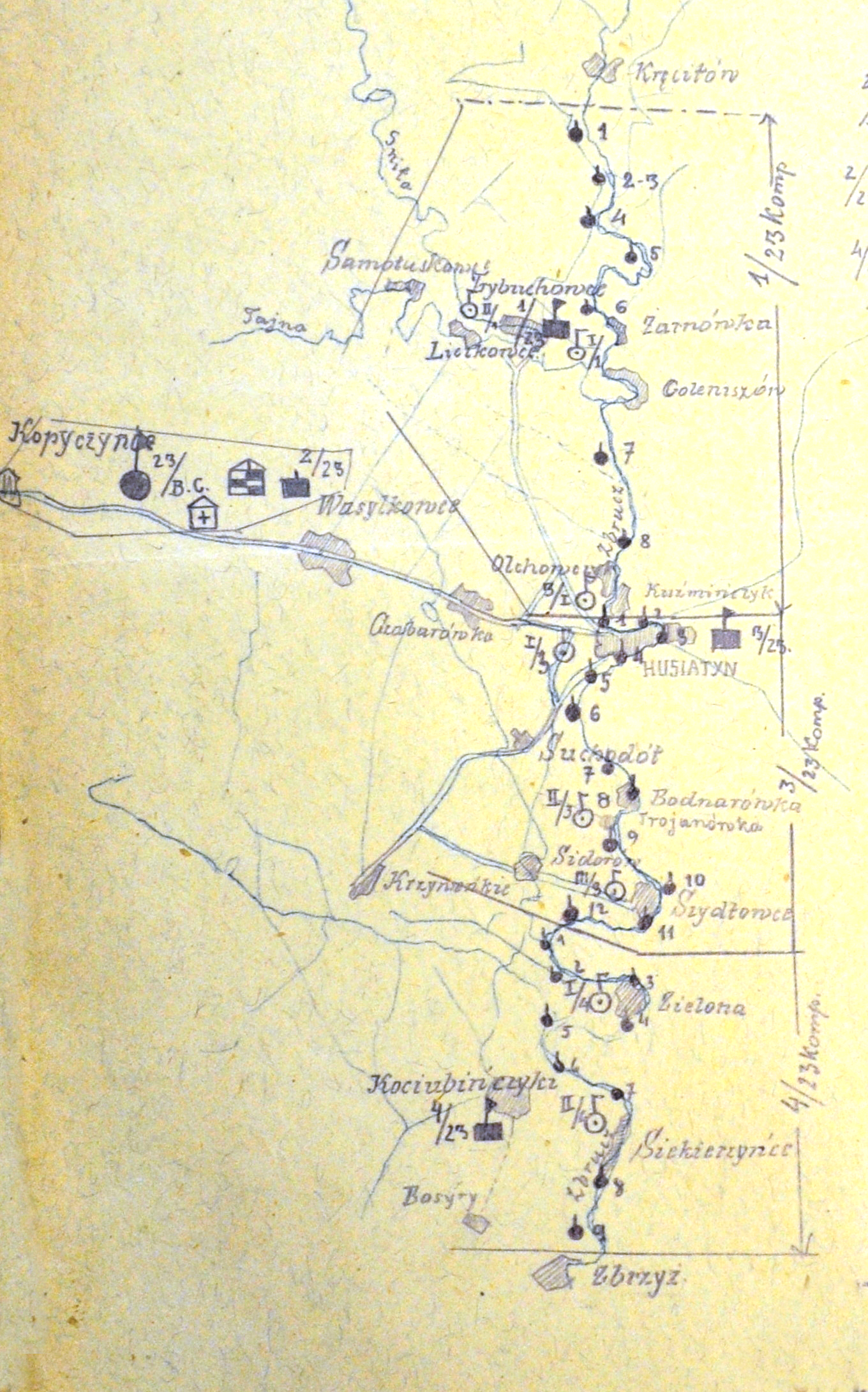
Rozmieszczenie 23 batalionu celnego

23 Batalion Celny – jednostka organizacyjna formacji granicznych II Rzeczypospolitej.

## Formowanie i zmiany organizacyjne
Na podstawie rozkazu Ministra Spraw Wojskowych L.7300/Mob. z dnia 9 czerwca 1921 w miejsce batalionów etapowych utworzone zostały bataliony celne. 23 batalion celny powstał w granicach DOG Lwów, a zorganizowano go na bazie III/III batalionu etapowego. Etat batalionu wynosił 14 oficerów i 600 szeregowych. Podlegał Ministerstwu Spraw Wewnętrznych.
Mimo że batalion był w całym tego słowa znaczeniu oddziałem wojskowym, nie wchodził on w skład pokojowego etatu armii. Uniemożliwiało to uzupełnianie z normalnego poboru rekruta. Ministerstwo Spraw Wojskowych zarówno przy ich formowaniu, jak i uzupełnianiu przydzielało mu często żołnierzy podlegających zwolnieniu, oficerów rezerwy oraz szeregowców i oficerów zakwalifikowanych przez dowództwa okręgów generalnych jako nie nadających się do dalszej służby wojskowej.
29 października 1921 wojewoda tarnopolski wydał zarządzenie w którym granicę państwową na terenie  województwa tarnopolskiego  podzielił na cztery odcinki:
- III odcinek – granice powiatu husiatyńskego obsadzał 23 batalion celny z mp dowództwa w Wasylkowcach.

W listopadzie 1921 Ministerstwo Spraw Wewnętrznych postanowiło powołać brygady celne. 23 batalion celny znalazł się w strukturze 5 Brygady Celnej. 
Od chwili powstania do października 1923 sztab batalionu pozostawał w Skałacie, w listopadzie stacjonował w Wasylkowie, a już 1 grudnia 1921 w Kopyczyncach. W Kopyczyncach funkcjonował do rozwiązania, czyli do jesieni 1922.
Wykonując postanowienia uchwały Rady Ministrów z 23 maja 1922, Minister Spraw Wewnętrznych rozkazem z 9 listopada 1922 zmienił nazwę „Baony Celne” na „Straż Graniczna”. Wprowadził jednocześnie w formacji nową organizację wewnętrzną. 23 batalion celny przemianowany został na 23 batalion Straży Granicznej.

## Służba celna
Odcinek batalionowy podzielony był na cztery pododcinki, które obsadzały kompanie wystawiające posterunki i patrole. Posterunki wystawiano wzdłuż linii granicznej w taki sposób, by mogły się nawzajem widzieć w dzień. W tym zakresie batalion współpracował z posterunkami i patrolami Policji Państwowej. Współpraca polegała na tym, że te pierwsze wystawiały wzdłuż linii granicznej stale posterunki i patrole, natomiast policja tworzyła je w głębi strefy, poza linią graniczną. W zakresie ochrony granicy batalion podlegał staroście.
W kwietniu 1922 bataliony celne będące na terenie DOG Lwów otrzymały zadanie chronić w rejonie swojej odpowiedzialności wiadukty, mosty kolejowe i dworce. Zadanie taki otrzymał także 23 batalion celny w Kopyczyńcach.
Sąsiednie bataliony
- 22 batalion celny ⇔ 25 batalion celny – IX 1921
- 39 batalion celny ⇔ 38 batalion celny – XII 1921[13]

## Kadra batalionu
Dowódcy batalionu
| stopień    | imię i nazwisko    | okres pełnienia służby |
| ---------- | ------------------ | ---------------------- |
| mjr        | Emil Simsen        | od IX – XI 1921        |
| mjr        | Antoni Kołodyński  | od XII 1921 – III 1922 |
| rtm.       | Zygmund Sosnowski  | od IV – VIII 1922      |
| płk        | Władysław Morawski | VIII 1922              |
| kpt. żand. | Ferdynand Krüger   | od IX 1922 –           |

## Struktura organizacyjna
| Ordre de Bataille 23 batalionu celnego w Skałacie na dzień 1 września 1921        | Ordre de Bataille 23 batalionu celnego w Skałacie na dzień 1 września 1921 | Ordre de Bataille 23 batalionu celnego w Skałacie na dzień 1 września 1921 | Ordre de Bataille 23 batalionu celnego w Skałacie na dzień 1 września 1921 | Ordre de Bataille 23 batalionu celnego w Skałacie na dzień 1 września 1921 |
| --------------------------------------------------------------------------------- | -------------------------------------------------------------------------- | -------------------------------------------------------------------------- | -------------------------------------------------------------------------- | -------------------------------------------------------------------------- |
| kompania                                                                          | 1. Kałaharówka                                                             | 2. Podwołoczyska                                                           | 3. Husiatyn                                                                | 4. Tarnoruda                                                               |
| dowódcy                                                                           | por. Jakub Zeiger                                                          | por. Marian Bauer                                                          | por. Józef Ostrowski                                                       | kpt. Stanisław Aridlikowski                                                |
| placówka                                                                          | Łuka Mała                                                                  | Szczasnówka                                                                | Olchowczyk                                                                 | Mysłowa                                                                    |
| placówka                                                                          | Kokoszyńce                                                                 | Palczyńce                                                                  | Trybuchowce                                                                | Orzechowiec                                                                |
| placówka                                                                          | Kozina                                                                     | Nowa Grobla                                                                | Kręciłów                                                                   | Rożyska                                                                    |
| placówka                                                                          | Biłka                                                                      | Toki                                                                       |                                                                            | Kaniówka                                                                   |
| placówka                                                                          | Czehowa                                                                    | Sobolówka                                                                  | Faszczówka                                                                 |                                                                            |
| placówka                                                                          | Prosowce                                                                   |                                                                            |                                                                            |                                                                            |
| placówka                                                                          | Wołczkowce                                                                 |                                                                            |                                                                            |                                                                            |
| placówka                                                                          | Dorofijówka                                                                |                                                                            |                                                                            |                                                                            |
| placówka                                                                          | Zagrobela                                                                  |                                                                            |                                                                            |                                                                            |
| placówka                                                                          | Staromiejszczyzna                                                          |                                                                            |                                                                            |                                                                            |
| OdeB 23 baonu celnego w Kopyczyńcach na dzień 1 lutego, 1 maja i 30 września 1922 |                                                                            |                                                                            |                                                                            |                                                                            |
| kompanie                                                                          | 1. Trybuchowce                                                             | 2. Kopyczyńce                                                              | 3. Husiatyn                                                                | 4. Kociubińczyki                                                           |
| dowódcy                                                                           | por. Jakub Zeiger                                                          | rtm. Zygmunt Sosnowski                                                     | por. Józef Ostrowski                                                       | por. Marian Bauer                                                          |
| dowódcy                                                                           | por. Jakub Zeiger                                                          | ppor. Edmund Horak                                                         | por. Józef Ostrowski                                                       | por. Marian Bauer                                                          |
| dowódcy                                                                           | por. Jakub Zeiger                                                          | por Józef Kalicki                                                          | por. Józef Ostrowski                                                       | por. Marian Bauer                                                          |
| placówki                                                                          | Trybuchowce                                                                |                                                                            | Husiatyn                                                                   | Siekierzynce                                                               |
| placówki                                                                          | Liczkowce                                                                  |                                                                            | Bednarówka                                                                 | Zielona                                                                    |
| placówki                                                                          | Olchowczyk                                                                 |                                                                            | Szydłowce                                                                  |                                                                            |